# Surányi Gyula (lelkész)
Surányi Gyula (Váncsod, 1846. december 24. – Szilágynagyfalu, 1890. május 4.) református lelkész.

## Életútja
Atyja Surányi Ferenc községi jegyző volt Váncsodon. Középiskoláit és theologiát 1859-től 1869-ig Debrecenben végezte; 1869-70-ben debreczeni sgédlelkész, 1870-86-ben peéri (Szilágy megye) rendes lelkész, 1886-tól Szilágynagyfaluban szintén rendes lelkész volt. 1874-től egyházkerületi tanácsbiró, 1882-től egyházmegyei közügyigazgató volt, 1884-ben pedig egyházmegyei főjegyzőnek választatott.
Rendes munkatársa volt a Debreczennek 1870-től 1880-ig, ahol több politikai és társadalmi cikke jelent meg, többnyire névtelenül; írt a Protestáns Közlönybe, a nagyváradi Szabadságba; költeményei a Képes Világban (1871.) és a Nagyváradban (1888-89.); munkatársa volt a Szilágynak és Szilágy-Somlyónak (e két lapban mintegy 40-50 költeménye jelent meg.)

## Munkái
- Magyar irodalom és művelődés története rövid kivonatban reál-, népiskolák és nőnöveldék részére. Debreczen, 1871. (2. kiadás Uo. 1881.)
- Lelki buzgóság hangjai. Imádságok a magán és családi élet vallásosságának emelésére. Uo. 1884. (Ism. Prot. Egyh. és Isk. Lap 12. sz.)

### Kéziratban
Költeményei; egyike 1870. május 5-én a debreceni református főiskola alapjában helyeztetett el; továbbá «Halotti beszédek és imák» c. munkája.